# Fort du Mont-Verdun
Construit à la fin du XIXe siècle, le fort du Mont-Verdun est le plus gros fort de la deuxième ceinture de Lyon et le seul considéré comme fort de montagne. Il culmine à 630 mètres d'altitude, dominant Lyon, le col de Limonest, la basse Azergues et le Val de Saône. Il est couvert par une batterie basse et quatre autres batteries annexes : au Mont-Thou, Les Carrières, Narcel et la Freta. Il est aujourd'hui occupé par la base aérienne 942 Lyon-Mont Verdun.

## Histoire
Les travaux débutent en 1874 et sa caserne est renforcée en 1886 par du béton spécial.
De forme pentagonale, le fort est entouré d'un fossé couvert par des caponnières. L'entrée au fort se fait via un pont dormant prolongé d'un pont roulant.
Un épais tas de terre en son centre cache la caserne de deux étages enfouie, pouvant accueillir quelque 500 hommes. Ce talus hébergeait aussi en surface 14 plateformes d'artillerie. Deux magasins à poudre de 76 et 65 tonnes ainsi qu'un parc à obus ouvert sont à disposition de l'artillerie. Un télégraphe est aussi installé sur ce fort ; il permet d'assurer la liaison avec le fort du Saint-Eynard et celui de la Bastille de Grenoble.

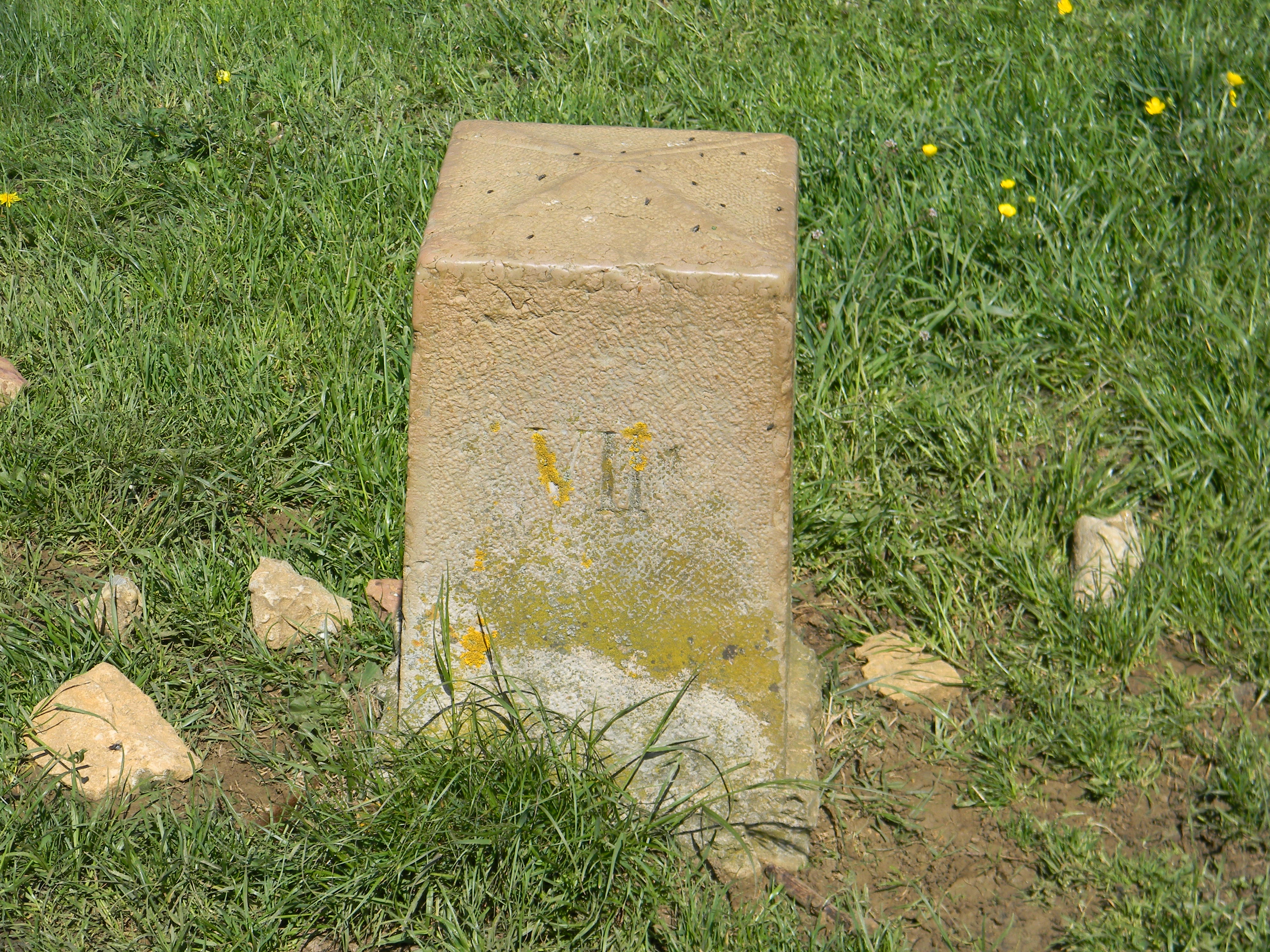
La borne de servitude VII du fort.

Le fort est l'un des rares de la région à posséder ses bornes de servitude militaire encore visibles dans les champs avoisinants.
Le fort est déclassé en 1889 et sera utilisé comme magasin et dépôt de munitions. En 1943 et 1944, le fort est utilisé par les Allemands comme poste de défense anti-aérienne.
Après la guerre, l'Armée de l'air installe une base de détection d'aéronefs, puis au début des années 1970 un poste de commandement de la force de frappe nucléaire, dans ce qui est devenu la base aérienne 942 Lyon-Mont Verdun. Le radôme placé sur le fort est visible depuis Lyon.